# Сабадош Іван Васильович
Іван Васильович Сабадош (12 травня 1944 року, Сокирниця, на той час — Угорщина) — український філолог, вчений, доктор філологічних наук, професор Ужгородського національного університету, завідувач кафедри української мови.

## Біографія
Народився в селянській родині.
У 1969 році закінчив факультет української філології в Ужгородському державному університеті, у 1969—1972 роках учителював у рідному селі та проходив аспірантуру.
З 1972 по 1977 роки був директором університетської наукової бібліотеки.
У 1974 році здобув ступінь кандидата філологічних (тема — «Лексика лісосплаву українських говорів району Карпат»). Від 1977 року викладає на  кафедрі української мови УжНУ.
У 1986 році здобув ступінь доктора філологічних наук (тема — «Формування української ботанічної номенклатури»).
Спочатку з 1986 по 1992, а згодом з січня 2006 року очолює кафедру української мови Ужгородського національного університету.

## Науковий доробок
Вивчає проблеми діалектної, історичної лексикології, етимології, геолінгвістики, наукової термінології, лексикографії, міжмовних контактів, історії мовознавства, мови окремих письменників. Опублікував понад 200 праць в Україні та за кордоном (Росія, Білорусь, Польща, Словаччина, Угорщина, Югославія) .
1999 р. видав «Атлас ботанічної лексики української мови», в якому вперше відображено ареали лексичних, словотвірних та інших опозицій у сучасній народній ботанічній лексиці українських говорів усієї України.
Автор Словника закарпатської говірки села Сокирниця Хустського району, надрукованого у 2008 році, видавництвом «Ліра».
Найважливіші публікації: 
- Атлас ботанічної лексики української мови. — Ужгород, 1999. — 104 с.
- Історія української ботанічної лексики (XIX — початок XX ст.) /Відп. ред. Л. О. Белей. — Ужгород, 2014. — 600 с.
- О некоторых белорусско-украинских изолексах (на материале ботанической номенклатуры)// Рэгіянальныя традыцыі ва ўсходнеславянскіх мовах, літаратурах і фальклоры. Тэзісы дакладаў. — Гомель, 1980. — С. 110—111.
- Розвиток лексики дикорослої трав'янистої флори в українській мові XIX — поч. XX ст. //Сучасні проблеми мовознавства та літературознавства (Збірник наукових праць). Ужгород, 2013. —  Вип. 18. — С. 53— 66.
- Українська лексика в просторі і часі: Збірник праць. — Ужгород, 2015. — 688с.
- Українські загальні назви рослин праслов'янського походження // Науковий вісник Ужгородського університету. Серія "Філологія". — Ужгород, 2003. — Вип. 7. — С. 29—26.
- Українські назви рослин. Історія, етимологія. — Ужгород, 2019. — 1032 с.
- Формування української ботанічної номенклатури /Відп. ред. В. В. Німчук. — Ужгород, 1996. — 192 с.